# Sauroctonus
Sauroctonus és un gènere pertanyent al subordre extint Gorgonopsia, que va viure durant el Permià tardà. Els seus fòssils s'han trobat a Sud-àfrica i a Rússia (en la conca del Volga). Va ser descrit per primera vegada per Bystrow en 1955, i assignat a la família Gorgonopsidae per Carroll en 1988. Els exemplars d'aquest gènere, que aconseguien els 3 metres de longitud, van desaparèixer durant l'extinció massiva del Permià-Triàsic, fa uns 250 milions d'anys. El seu crani triangular i aplanat mesurava al voltant de 25 centímetres de llarg, amb un ull parietal a la zona superior. Ambdues mandíbules estaven dotades d'un parell d'enormes canines, sent els superiors de major longitud. La resta de peces de la dentadura eren de petita grandària, però eren punxegudes i afilades. També estava proveït de petites dents romes en els ossos del paladar. La seva mandíbula inferior estava eixamplada, formant una espècie de mentó. Les seves extremitats eren llargues i de complexió lleugera, proveïdes de cinc dits.